# EXOSAT
EXOSAT (acronyme de X-ray Observatory Satellite) est un télescope spatial de l'Agence spatiale européenne (ESA) observant dans le domaine des rayons X de faible et moyenne énergie (entre 0,05  et   50 keV). Il a été placé en orbite le 26 mai 1983 par un lanceur Delta tiré depuis la base de lancement de Vandenberg. Le satellite, qui représente la seconde génération des  télescopes à rayons X, a effectué 1780 observations de différents types de sources de rayonnements X : galaxie active, couronne stellaire, naine blanche, binaire X, groupe de galaxies et rémanent de supernova. Le déclin naturel de l'orbite d'EXOSAT a entrainé sa rentrée atmosphérique le 6 mai 1986. 

## Contexte
Le satellite de la NASA HEAO-2 (Einstein) lancé en 1978 est le premier télescope spatial à rayons X capable de localiser de multiples sources de rayons X grâce à une optique de type Wolter. Faute de budget et malgré les demandes pressantes des scientifiques américains qui ont effectué une moisson de découvertes grâce aux données collectées par HEAO-2 jusqu'en 1981, la NASA choisit de ne pas développer de successeur. C'est l'Agence spatiale européenne qui développe le télescope spatial à rayons X de deuxième génération EXOSAT. Celui-ci est le premier satellite scientifique entièrement conçu par l'Agence spatiale européenne et son premier satellite stabilisé 3 axes. Il est lancé le 26 mai 1983 par une fusée américaine Thor Delta et placé sur une orbite terrestre haute très excentrique de 191 000 km x 350 km  avec une période de 90 heures. 

## Objectifs
Les objectifs d'EXOSAT sont :
- localisation de sources de rayons X avec une précision de 10 secondes d'arc pour les sources ayant une énergie comprise entre 0,04 keV et 2 keV et de minutes d'arc pour les sources de 1,5  à   50 keV
- cartographie des sources étendues de rayons X mou en utilisant les télescopes
- spectroscopie à large bande des sources ayant une énergie comprise entre 0,04  et   80 keV avec l'ensemble des instruments
- spectroscopie d'énergie dispersive sur les sources ponctuelles en utilisant les réseaux de diffraction des télescopes
- mesure de la variabilité temporelle des sources de rayons X du jour à la milliseconde
- détection de nouvelles sources de rayons X.

## Caractéristiques techniques
EXOSAT un satellite stabilisé 3 axes de 510 kg  dont 120 kg pour les instruments scientifiques. De forme parallélépipédique (2,1x2,1x1,35 m) il est coiffé par un panneau solaire vertical de 1,85 mètre de haut. L'orbite est ajustée par des petits propulseurs de 14,7 newtons consommant de l'hydrazine. Le panneau solaire possède 1 degré de liberté et fournit 260 watts. Le satellite circule sur son orbite de manière à être en permanence au contact avec le centre de contrôle au sol. Sur les 90 heures d'une orbite, 76 heures sont consacrées aux observations scientifiques, le reste du temps les mesures sont perturbées par la traversée des ceintures de Van Allen. Les données sont transmises en bande S avec un débit maximum de 8 kilobits par seconde. 

### Charge utile
EXOSAT dispose de trois instruments : deux télescopes à rayons X mous LE, un détecteur à rayons X moyen ME et un compteur proportionnel à gaz GSPC. 

#### Télescopes à rayons X mous LE
Cet instrument est constitué par deux télescopes imageurs à rayons X mous (énergie comprise entre 0,05  et   2 keV) à incidence rasante de type Wolter I identiques équipés de détecteurs au plan focal : un PSD (position sensitive detector) et un CMA (channel multiplier array). L'optique est constituée de deux coques avec un revêtement en or et une focale de 1,1 mètre et un diamètre extérieur de 30 cm.

#### Instrument à rayons X moyens
L'instrument à rayons X moyens ME (Medium Energy) est constitué de 8 compteurs proportionnels à gaz ayant une surface géométrique de 1 600 cm3 et un champ de 45 minutes d'arc FWMH. L'instrument fournit le spectre du rayonnement X dont l'énergie est comprise entre 1  et   50 keV. 

#### Le spectromètre à scintillation gazeuse GSPC
Le spectromètre à scintillation gazeuse GSPC (Gas Scintillation Proportional Counter) se caractérise par un deltaE/E de 4,5% à 6 keV.

## Résultats
Le satellite Exosat a effectué 1780 observations  de différents types de sources de rayonnements X : galaxie active, couronne stellaire, naine blanche, binaire X, groupe de galaxies et rémanent de supernova. Les découvertes les plus notables sont :
- découverte en observant l'étoile GX5-1  des oscillations quasi périodiques qui sont des variations très rapides de l'intensité de la lumière, dans le domaine des rayons X, observés dans les microquasars. Selon les hypothèses en vigueur en 2013 ces oscillations proviennent du disque d'accrétion qui tourne autour du trou noir dans un microquasar.
- découverte d'une binaire X à faible masse située dans l’amas globulaire NGC 6624 ayant une période de rotation autour de son trou noir de onze minutes.
- détection de variations Doppler dans la ligne du fer démontrant que l'émission est thermique (avec le reste de l'énergie à 6,7 keV) et provient d'un jet situé à proximité.
- observation du pulsar rayons X EXO 2030+375 montrant qu'une variation de la période de pulsation se traduisait par une variation de la luminosité démultipliée par 100. Ces observations ont fourni de nouvelles informations sur la dynamique du disque d'accrétion et sur le rayonnement émis par les étoiles à neutrons ayant un disque d'accrétion.
- découverte que les variations sur une courte échelle de temps constituent une caractéristique commune des noyaux de galaxies actives et ces variations ne présentent pas de périodicité caractéristique.